# Antony Costa
Antony Daniel Costa (* 23. Juni 1981 in Edgware, Middlesex) ist ein britischer Sänger, der als Mitglied der Boygroup Blue bekannt wurde.

## Leben
Costa gründete 2001 zusammen mit den Sängern Duncan James, Lee Ryan und Simon Webbe die Boygroup Blue. Die Band wurde zu einer der erfolgreichsten Großbritanniens. Zwischen 2001 und 2003 landeten drei Singles und drei Alben der Band auf Platz 1 der dortigen Charts. Weltweit verkauften Blue etwa 13 Millionen Platten.
Außerdem spielte er in einigen Fernsehsendungen mit und nahm 2005 an der fünften Staffel von I’m a Celebrity…Get Me Out of Here!, der britischen Version von Ich bin ein Star – Holt mich hier raus!, teil.
Eine Kreativpause der Band nutzte Costa, wie schon auch zuvor seine Bandkollegen Ryan und Webbe, zur Verfolgung eines Soloprojektes. Im Februar 2006 erschien seine Debütsingle Do You Ever Think Of Me, mit der er jedoch nicht ganz den Erfolg seiner Kollegen erreichte. Sein erstes Album Heartful of Soul erschien im April 2006, allerdings nur in Japan.
Am 4. März 2006 hat Costa mit dem Song Beautiful Thing an der britischen Vorausscheidung für den Eurovision Song Contest 2006 teilgenommen und belegte den zweiten Platz.
Zurzeit singt er in dem berühmten Musical die „Blood Blothers“ die Hauptrolle des Michael Johnstone (Mickey) im Londoner „Phoenix Theater“. Sein nächstes Projekt wird die UK Tour bei dem Musical Boogie Nights sein, bei dem er wieder eine der Hauptrollen spielt. Boogie Nights wird unter anderem in Bromley aufgeführt.

## Diskografie

### Alben
- 2006: Heart Full Of Soul

### Singles
- 2006: Do You Ever Think Of Me